# Liste de mines au Québec
Voici une liste de mines situées au Québec.

## Liste
| Mine                    | En activité (mars 2019) | Production                 | gisement                           | Région                        | Propriétaire-s | Exploitation                           |
| ----------------------- | ----------------------- | -------------------------- | ---------------------------------- | ----------------------------- | --- | -------------------------------------- |
| Mont-Wright             | oui                     | fer                        | gisement de fer rubané             | Côte-Nord                     | ArcelorMittal | 1974-                                  |
| Goodwood                | oui                     | fer                        |                                    | Côte-Nord                     | Tata Steel Minerals Canada ltd. | 2017-                                  |
| Lac Jeannine            |                         | fer                        | gisement de fer rubané             | Côte-Nord                     | Compagnie Minière Québec Cartier | 1961-1976                              |
| Fire Lake               | oui                     | fer                        | gisement de fer rubané             | Côte-Nord                     | ArcelorMittal | 1976-                                  |
| Lac Bloom               | oui                     | fer                        | gisement de fer rubané             | Côte-Nord                     | Minerai de fer Québec inc. | 2010-2014 2018-                        |
| Triangle                | oui                     | or                         | aurifère                           | Abitibi-Témiscamingie         | Eldorado Gold (Québec) Inc, filiale détenue à 100% par Eldorado Gold Corp . | 2018-                                  |
| Sigma-Lamaque           | oui                     | or, argent                 | aurifère                           | Abitibi-Témiscamingue         | Eldorado Gold (Québec) Inc, filiale détenue à 100% par Eldorado Gold Corp , opère l'usine métallurgique Sigma, le parc à résidus Sigma pour le bénéfice de la mine précédente. Dernière compagnie opérante jusqu'en 2012: Century Mining | 1935-2002; 2006-2007 (Sigma seulement) |
| Canadian Malartic       | oui                     | or                         | Porphyre de cuivre (en)            | Abitibi-Témiscamingue         | Propriété d'Agnico-Eagle et de Yamana Gold depuis 2014 | 2011-                                  |
| Mouska                  |                         | or, cuivre, argent         |                                    | Abitibi-Témiscamingue         | Iamgold | 1991-2014                              |
| Laronde-Dumagami        | oui                     | or, cuivre, argent, zinc   |                                    | Abitibi-Témiscamingue         | Agnico-Eagle | 1988-                                  |
| Kiena                   |                         | or, argent                 |                                    | Abitibi-Témiscamingue         | Wesdome Gold Mines (en) | 2006-2014; 2016                        |
| Géant Dormant           |                         | or, argent                 |                                    | Abitibi-Témiscamingue         | North American Palladium (en) , aujourd'hui propriété de Mines Abcourt inc. | 1988-2011                              |
| Francœur                |                         | or, argent                 |                                    | Abitibi-Témiscamingue         | Mines Richmont | 1988-2001                              |
| Beaufor                 | oui                     | or, argent                 |                                    | Abitibi-Témiscamingue         | Corporation aurifère Monarques depuis 2017 | 1995-2001; 2006-                       |
| Lac Herbin              |                         | or, argent                 |                                    | Abitibi-Témiscamingue         | Alexis Mineral | 2008-2016                              |
| Lac Bachelor            |                         | or, argent                 |                                    | Abitibi-Témiscamingue         | Bonterra Resources inc. depuis 2018 | 1982-1989; 2015-2019                   |
| Niobec                  | oui                     | niobium                    | Carbonatite                        | Saguenay–Lac-Saint-Jean       | Niobec inc. | 1976-                                  |
| Lac Tio                 | oui                     | titane                     |                                    | Côte-Nord                     | Rio Tinto Fer et Titane , filiale à part entière de Rio Tinto | 1976-                                  |
| Eustis                  |                         | cuivre, soufre             |                                    | Estrie                        | Consolidated Copper and Sulphur Company (1927-1939) | 1865-1939                              |
| Capelton                |                         | cuivre                     |                                    | Estrie                        | | 1863-1907                              |
| Jeffrey                 |                         | amiante                    |                                    | Estrie                        | | 1879-                                  |
| Lac d'Amiante du Canada |                         | amiante                    | Ophiolite                          | Estrie                        | | 1958-2012                              |
| Gaspé Copper            |                         | cuivre                     |                                    | Gaspésie–Îles-de-la-Madeleine | Noranda | 1968-1999                              |
| Aldermac                |                         | or, argent, cuivre         |                                    | Abitibi-Témiscamingue         | | 1932-1943                              |
| Barvue                  |                         | zinc, or                   |                                    | Abitibi-Témiscamingue         | Northern Consolidated, NORCO | 1952-1957                              |
| Bevcon                  |                         | or, argent                 |                                    | Abitibi-Témiscamingue         | | 1951-1965                              |
| East Sullivan           |                         | cuivre, zinc               |                                    | Abitibi-Témiscamingue         | | 1949-1967                              |
| Manitou                 |                         | or, argent, cuivre, zinc   |                                    | Abitibi-Témiscamingue         | | 1942-1994                              |
| Bateman                 |                         | cuivre                     |                                    | Nord-du-Québec                | |                                        |
| Bracemac-MacLeod        | oui                     | cuivre, zinc               |                                    | Nord-du-Québec                | Glencore Canada, filiale de Glencore | 2013-2022                              |
| Bruneau                 |                         | cuivre                     |                                    | Nord-du-Québec                | Bruneau Mines (1966-1967) | 1966-1967                              |
| Casa Berardi            | oui                     | or, argent                 |                                    | Nord-du-Québec                | Hecla Québec inc, filiale de Hecla Mining (en) | 2006-                                  |
| Cedar Bay               |                         | cuivre, or, argent         |                                    | Nord-du-Québec                | Campbell Chibougamau Mine (1951-1990) | 1958-1990                              |
| Copper Cliff            |                         | cuivre, or, argent         |                                    | Nord-du-Québec                | Copper Rand Chibougamau mine (1956-1960), Patino Mining Corporation (1960-1974) | de 1956-? et 1970 à 1974               |
| Copper Rand             |                         | cuivre, or                 |                                    | Nord-du-Québec                | Copper Rand Chibougamau Mine (1956- 1960), Patino Mining Corporation (1960-1974), Northgate (1981-1987), Westminster (1987-1993), Ressources MSV (1993-2001), Ressource Campbell (2001-2008)                                             | 1960-2008                              |
| Éléonore                | oui                     | or                         | or orogénique                      | Nord-du-Québec                | Newmont Goldcorp | 2014-                                  |
| Grandroy                |                         | cuivre                     |                                    | Nord-du-Québec                | |                                        |
| Gonzague-Langlois       |                         | Zinc, cuivre               |                                    | Nord-du-Québec                | Cambior, ensuite Ressource Breakwater, puis Nyrstar | 1994-2000, 2006-2008, 2010-2022        |
| Henderson               |                         | cuivre                     |                                    | Nord-du-Québec                | |                                        |
| Icon                    |                         | cuivre,                    |                                    | Nord-du-Québec                | |                                        |
| Jaculet                 |                         | cuivre                     |                                    | Nord-du-Québec                | Patino Mining Corporation (1959-1974), | 1960-1974                              |
| Joe Mann                |                         | or, cuivre                 |                                    | Nord-du-Québec                | Chibougamau Explorer, Ressource Campbell, | 1956-1960 ; 1975-2007                  |
| Kokko Creek             |                         | cuivre, or                 |                                    | Nord-du-Québec                | |                                        |
| Lac Gwillim             |                         | Or, cuivre                 |                                    | Nord-du-Québec                | |                                        |
| Lemoine                 |                         | zinc, cuivre               |                                    | Nord-du-Québec                | | 1975-1983                              |
| Mattagami               |                         | zinc, cuivre               |                                    | Nord-du-Québec                | | 1957-                                  |
| Norbeau                 |                         | argent, cuivre, arsenic    |                                    | Nord-du-Québec                | |                                        |
| Nunavik Nickel          | oui                     | cuivre, nickel             |                                    | Nord-du-Québec                | Canadian Royalties inc., filiale de Jilin HOROC Nonferrous Metal Group Co., Ltd. | 2013-                                  |
| Obalski                 |                         | cuivre, or                 |                                    | Nord-du-Québec                | Obalski (1946-1981), Mines Camchib (1981-1985) | 1946-1985                              |
| Opémiska                |                         | cuivre, or, argent         |                                    | Nord-du-Québec                | | 1954-1991                              |
| Persévérance            |                         | or, cuivre, argent, zinc   | Sulfures massifs volcanogènes (en) | Nord-du-Québec                | Xstrata | 2008-2013?                             |
| Portage                 |                         | cuivre                     |                                    | Nord-du-Québec                | | 1952-                                  |
| Poirier                 |                         | cuivre, zinc               |                                    | Nord-du-Québec                | | 1959-                                  |
| Principale              |                         | cuivre, or, argent         |                                    | Nord-du-Québec                | Campbell Chibougamau Mines (1955-2008) | 1955-2008                              |
| Raglan                  | oui                     | nickel, cuivre, cobalt     | komatiitic (en)                    | Nord-du-Québec                | Glencore Canada, filiale de Glencore | 1997-                                  |
| Renard                  |                         | Diamant                    |                                    | Nord-du-Québec                | Stornoway Diamond Corporation | 2017-2023                              |
| Rose Lake               |                         | or                         |                                    | Nord-du-Québec                | |                                        |
| Troïlus                 |                         | or, argent, cuivre         |                                    | Nord-du-Québec                | Inmet Mining | 1997-2010                              |
| Vezza                   |                         | or                         |                                    | Nord-du-Québec                | Ressources Nottaway inc. | 2016-2019                              |
| Beattie                 |                         | or, argent                 |                                    | Abitibi-Témiscamingue         | | 1933-1956                              |
| Preissac Molybdénite A  |                         | molybdène, bismuth         |                                    | Abitibi-Témiscamingue         | | 1962-1971                              |
| Cadillac Moly           |                         | molybdène, argent, bismuth |                                    | Abitibi-Témiscamingue         | Anglo-American Mine | 1906-1970                              |
| Thompson-Cadillac       |                         | or, argent                 |                                    | Abitibi-Témiscamingue         | Alger Gold Mines (1945-1948) | 1936-1939 1945-1948                    |
| Horne                   |                         | cuivre, or, argent         |                                    | Abitibi-Témiscamingue         | Noranda Mines Ltd | 1926-1976                              |
| Quemont                 |                         | or, cuivre, argent, zinc   |                                    | Abitibi-Témiscamingue         | | 1949-1971                              |
| Wasamac                 |                         | or                         |                                    | Abitibi-Témiscamingue         | Wasamac Mines Ltd | 1965-1971                              |
| Waite-Amulet            |                         | or                         |                                    | Abitibi-Témiscamingue         | Waite-Amulet Mines Ltd | 1922-1962                              |
| O'Brien                 |                         | or                         |                                    | Abitibi-Témiscamingue         | M.J. O'Brien Company Ltd | 1925-1956                              |
| O'Brien-Darius          |                         | or                         |                                    | Abitibi-Témiscamingue         | Darius Gold Mines Inc. | 1977-1981                              |
| Pandora                 |                         | or                         |                                    | Abitibi-Témiscamingue         | | 1937-1942                              |
| McWatters               |                         | or, cuivre, argent, zinc   |                                    | Abitibi-Témiscamingue         | McWatters Gold Mines | 1932-1944                              |
| Granada                 |                         | or                         |                                    | Abitibi-Témiscamingue         | Granada Mine | 1930-1935                              |
| Doyon                   |                         | or                         |                                    | Abitibi-Témiscamingue         | Doyon Gold Mine; Iamgold à partir de 2008 | 1979-2009                              |
| Millenbach              |                         | cuivre, zinc               |                                    | Abitibi-Témiscamingue         | Lake Dufault Mines | 1971-1981                              |
| Silidor                 |                         | or                         |                                    | Abitibi-Témiscamingue         | Noranda Mines Ltd, Cambior, Nove-Cogesco Resources | 1990-1997                              |
| Chadbourne              |                         | or, fondants               |                                    | Abitibi-Témiscamingue         | Noranda Mines Ltd | années 1930 1976-1988                  |
| Ansil                   |                         | or, cuivre, argent, zinc   |                                    | Abitibi-Témiscamingue         | Lac-Dufault | 1989-1993                              |
| Corbet                  |                         | or, cuivre, argent, zinc   |                                    | Abitibi-Témiscamingue         | | 1980-1986                              |
| Norbec                  |                         | cuivre, zinc               |                                    | Abitibi-Témiscamingue         | Lake Dufault Mines |                                        |
| Normétal                |                         | cuivre, zinc               |                                    | Abitibi-Témiscamingue         | Normetal Mining Corporation | 1937-1975                              |
| Belleterre              |                         | or                         |                                    | Abitibi-Témiscamingue         | Belleterre Gold Mine | 1935- 1957                             |
| Westwood                | oui                     | or                         |                                    | Abitibi-Témiscamingue         | Iamgold | 2014-                                  |
| Sullivan                |                         | or                         |                                    | Abitibi-Témiscamingue         | | 1934-1967                              |
| Lapa                    |                         | or, argent                 |                                    | Abitibi-Témiscamingue         | Agnico-Eagle | 2009-2017                              |
| Lamaque sud             | oui                     | or, argent                 |                                    | Abitibi-Témiscamingue         | Eldorado Gold | 2017-                                  |
| Goldex                  | oui                     | or, argent                 |                                    | Abitibi-Témiscamingue         | Agnico-Eagle | 2007-                                  |
| Elder                   | oui                     | or                         |                                    | Abitibi-Témiscamingue         | Mines Abcourt inc. | 1949-1965; 2016-                       |
| Othmer                  | oui                     | feldspath                  |                                    | Outaouais                     | Dentsply Sirona Canada, filiale de Dentsply Sirona |                                        |
| Lac Letondal            | oui                     | mica                       |                                    | Mauricie                      | Imerys Mica Suzorite inc. |                                        |
| Lac-des-Îles            | oui                     | graphite                   |                                    | Laurentides                   | Imerys Graphite & Carbone Canada inc. | 1989-                                  |
| Seleine                 | oui                     | sel                        |                                    | Gaspésie-Îles-de-la-Madeleine | K+S Sel Windsor Ltée. | 1982-                                  |